# マックヴィカー (オリジナル・サウンドトラック)
『マックヴィカー (オリジナル・サウンドトラック)』（McVicar Original Soundtruck Recording）は、イギリス映画『マックヴィカー』（1980年）のサウンドトラック盤である。主役を務めたロジャー・ダルトリーの通算4作目のソロ・アルバムに相当する。

## 解説
ダルトリーは監督ケン・ラッセルの映画『トミー』（1975年）で主人公トミーを演じて、俳優としてのデビューを果たした。彼はザ・フーとソロの音楽活動と並行して、ラッセルの次作『リストマニア』（1975年）の主役を務め、監督リチャード・マーカンドのホラー映画『レガシー』（1978年）に出演した。
1980年、彼は脱獄囚ジョン・マックヴィカーの自伝に基づく映画『マックヴィカー』に主演した。ザ・フーのマネージャーであるビル・カービシュリーが同映画の共同プロデューサーを務め、ザ・フーのメンバー全員が本作に参加した。
本作は全米22位、全英39位を記録し、彼のソロ・アルバムで最高の成績を上げた。シングル・カットされた「ウィザウト・ユア・ラヴ」も全米20位を記録して、彼のアメリカでの最大のヒット曲になった。

## 収録曲
邦題は日本盤の記載に準拠。

### CD
| #         | タイトル                                                      | 作詞・作曲               | 時間  |
| --------- | ------------------------------------------------------------- | ------------------------ | ----- |
| 1.        | 「ビター・アンド・トウィステッド Bitter And Twisted」         | Steve Swindells          | 4:08  |
| 2.        | 「夢去りぬ Just a Dream Away」                                | Russ Ballard             | 4:14  |
| 3.        | 「脱走パート1 Escape, Part One」                              | Jeff Wayne               | 3:58  |
| 4.        | 「ホワイト・シティ・ライト White City Lights」                | Billy Nicholls, Jon Lind | 3:16  |
| 5.        | 「フリー・ミー Free Me」                                      | Ballard                  | 3:57  |
| 6.        | 「マイ・タイム・イズ・ゴナ・カム My Time Is Gonna Come」      | Ballard                  | 3:17  |
| 7.        | 「ウェィティング・フォー・ア・フレンド Waiting for a Friend」 | Nicholls                 | 3:23  |
| 8.        | 「脱走パート2 Escape, Part Two」                              | Wayne                    | 3:59  |
| 9.        | 「ウィザウト・ユア・ラヴ Without Your Love」                  | Nicholls                 | 3:17  |
| 10.       | 「マックヴィカー McVicar」                                    | Nicholls                 | 2:49  |
| 合計時間: | 合計時間:                                                     | 合計時間:                | 36:18 |

### オリジナルLP
| #         | タイトル                                              | 作詞・作曲               | 時間  |
| --------- | ----------------------------------------------------- | ------------------------ | ----- |
| 1.        | 「ビター・アンド・トウィステッド Bitter And Twisted」 | Steve Swindells          | 4:08  |
| 2.        | 「夢去りぬ Just a Dream Away」                        | Russ Ballard             | 4:14  |
| 3.        | 「脱走パート1 Escape, Part One」                      | Jeff Wayne               | 3:58  |
| 4.        | 「ホワイト・シティ・ライト White City Lights」        | Billy Nicholls, Jon Lind | 3:16  |
| 5.        | 「フリー・ミー Free Me」                              | Ballard                  | 3:57  |
| 合計時間: | 合計時間:                                             | 合計時間:                | 19:33 |

| #         | タイトル                                                      | 作詞・作曲 | 時間  |
| --------- | ------------------------------------------------------------- | ---------- | ----- |
| 1.        | 「マイ・タイム・イズ・ゴナ・カム My Time Is Gonna Come」      | Ballard    | 3:17  |
| 2.        | 「ウェィティング・フォー・ア・フレンド Waiting for a Friend」 | Nicholls   | 3:23  |
| 3.        | 「脱走パート2 Escape, Part Two」                              | Wayne      | 3:59  |
| 4.        | 「ウィザウト・ユア・ラヴ Without Your Love」                  | Nicholls   | 3:17  |
| 5.        | 「マックヴィカー McVicar」                                    | Nicholls   | 2:49  |
| 合計時間: | 合計時間:                                                     | 合計時間:  | 16:45 |

## 参加メンバー
- ロジャー・ダルトリー　Roger Daltrey – ヴォーカル
- ピート・タウンゼント　Pete Townshend – ギター
- Ricky Hitchcock – ギター
- ビリー・ニコルス　Billy Nicholls – ギター
- Jo Partridge – スライド・ギター、エレクトリック・ギター, アコースティック・ギターelectric & acoustic guitar
- ジョン・エントウィッスル　John Entwistle – ベース・ギター
- Herbie Flowers – ベース・ギター
- Dave Markee – ベース・ギター
- ジョン・バンドリック　John "Rabbit" Bundrick – キーボード
- Ken Freeman – シンセサイザー、キーボード
- Ron Aspery – フルート
- Jeff Wayne, Steve Bray – ブラス・アレンジメント
- ケニー・ジョーンズ　Kenney Jones – ドラムス
- Dave Mattacks – ドラムス
- Stuart Elliott – ドラムス
- Frank Ricotti – パーカッション
- Tony Carr – パーカッション